# 절대 볼록 집합
실수나 복소수 벡터 공간의 집합 C 가 볼록이고 원판이라고 불리는 균형 (원으로 싸임)이면 절대 볼록(absolutly convex) 또는 디스크(disked)라고 불린다.

## 특성
집합 {\displaystyle C}는 {\displaystyle C}에 있는 어떤 점 {\displaystyle x_{1},\,x_{2}}과 어떤 수 {\displaystyle \lambda _{1},\,\lambda _{2}}가 {\displaystyle |\lambda _{1}|+|\lambda _{2}|\leq 1}를 만족하고 {\displaystyle \lambda _{1}x_{1}+\lambda _{2}x_{2}}가 {\displaystyle C}에 있으면 절대 볼록이다.
어떤 절대 볼록 집합의 집합의 교집합이 절대 볼록이기 때문에, 벡터 공간의 모든 부분집합 A에 대해서 A를 포함하는 모든 절대 볼록 집합의 교집합인 절대 볼록 폐포를 정의할 수 있다.

## 절대 볼록 폐포

밝은 회색 영역은 십자의 절대 볼록 폐포이다.

집합 A의 절대 볼록 집합은 다음과 같이 정의된다:
{\displaystyle {\mbox{absconv}}A=\left\{\sum _{i=1}^{n}\lambda _{i}x_{i}:n\in \mathbb {N} ,\,x_{i}\in A,\,\sum _{i=1}^{n}|\lambda _{i}|\leq 1\right\}}.

## 같이 보기
- 벡터 (물리)
- 벡터장

## 참조
- Robertson, A.P.; W.J. Robertson (1964). 《Topological vector spaces》. Cambridge Tracts in Mathematics 53. Cambridge University Press. 4–6쪽.
- Narici, Lawrence; Beckenstein, Edward (2010년 7월 26일). 《Topological Vector Spaces, Second Edition》. Pure and Applied Mathematics Seco판. Chapman and Hall/CRC.

- Schaefer, H.H. (1999). 《Topological vector spaces》. Springer-Verlag Press. 39쪽.